# Кустерь
Ку́стерь — деревня в Ростовском районе Ярославской области России. Входит в состав сельского поселения Ишня.
Расположена в 66 км от Ярославля, 13 км от Ростова, 5 км от федеральной автотрассы М8 «Холмогоры» (в частности от европейского маршрута E 115), в 6 км от ближайшей железнодорожной станции Деболовская и в 13 км от ближайшей крупной железнодорожной станции Ростов-Ярославский.
Население Кустери на 1 января 2010 г. составляет 6 чел.

## История
В 1859 году насчитывалось 52 двора, в которых проживало 388 жителей (171 мужчин и 217 женщин).
В 1898—1901 гг. по разным оценкам в селе располагалось от 48 до 64 дворов.

### Советское время
12 марта 1936 года колхоз им.518 предприятий деревни Зверинец и колхоз «Заветы Ильича» соседней деревни Казарка Кустерского сельсовета сливаются в один колхоз — колхоз им. Кагановича (протокол общего собрания колхозников № 5 от 12 марта 1936 г.)
В январе 1947 года колхоз им. Кагановича Кустерского сельсовета разукрупняется на 2 колхоза: колхоз им. Кагановича деревни Зверинец и им. Жданова деревень Кустерь и Казарка. На этом же собрании заключается договор на социалистическое соревнование между этими колхозами.

## Климат
Климат умеренно континентальный с умеренно теплым и влажным летом и умеренно холодной зимой. Среднегодовая многолетняя температура +3,4°С, средняя многолетняя температура зимы (январь) — −11,1°С; лета (июль) — +17,3°С. Среднегодовая амплитуда температур довольно велика, с абсолютным максимумом +36°С и абсолютным минимумом −46°С. В среднем на территории выпадает 500—600 мм осадков в год, причем максимум приходится на летний период. Количество осадков превышает испарения, поэтому коэффициент увлажнения составляет 1,2-1,3. Толщина снежного покрова составляет от 30 до 70 см. Скорости ветров небольшие, в среднем 3,5-5,0 м/с, иногда сильные — 10-15 м/с, очень редки штормовые ветры — более 15 м/с. В целом климат благоприятен для развития сельского хозяйства и рекреации.

## Население
| 2007 | 2010 |
| ---- | ---- |
| 13   | ↘6   |